# Удайці
Удайці́ (до 1947 — Мамаївка) — село в Україні, у Линовицькій селищній громаді Прилуцького району Чернігівської області. Населення становить 709 осіб. До 2020 орган місцевого самоврядування — Удайцівська сільська рада, якій було підпорядковане село Полонки. Розташовані на р. Удаї, за 18 км від райцентру і за 8 км від залізничн., ст. Линовиця.

## Історія
Вперше згадуються 1629. У 1654— 1781 село входило до складу полкової сотні Прилуцького полку. 1689—1705 належали полковому судді К. Тарасевичу, згодом полковникові Дмитру та його брату Степану Горленку, 1708—1722 — полковому судді М. Огроновичу, 1722–1736 — генералу Вейсбаху, з 1742 — ген.-майору сербського гусарського війська Івану Стоянову, що перебував на службі на Росії, та його сину ген.-майору, шефу гусарского полку в 1762, Михайлу Стоянову (?-до 1783), одруженому з дочкою І. Ломиковського, зятя гетьмана Д. Апостола.
Найдавніше знаходження на мапах 1787 рік як Мамай.
У 1862 році у селі володарському та казеному Мамаївка була церква та 138 дворів де жило 1280 осіб
У 1911 році у селі Мамаївка була Миколаївська церква, 3 земські та церковно-парафіївська школи та жило 1810 осіб
Під час революції 1905— 1907 селяни захопили поміщицькі землі. У 1905 вони спалили садибу поміщика.
У селі станом на 1988 — центральна садиба колгоспу ім. С. М. Кірова (спеціалізація — м'ясо-молочне тваринництво), відділення зв'язку, 8-річна школа і школа-інтернат, фельдшерсько-акушер. пункт, аптека, дит. ясла, клуб, кіноустановка, бібліотека. Споруджені 1951, 1963 пам'ятний знак і надгробок на трьох братських могилах рад. воїнів, полеглих 1943 під час вигнання з села нім.-нацист, загарбників. У с. Полонках — пам'ятка архітектури кін. 18 ст.— Михайлівська церква.
12 червня 2020 року, відповідно до розпорядження Кабінету Міністрів України № 730-р «Про визначення адміністративних центрів та затвердження територій територіальних громад Чернігівської області», увійшло до складу Линовицької селищної громади.
17 липня 2020 року, в результаті адміністративно - територіальної реформи та ліквідації колишнього Прилуцького району, село увійшло до складу новоутвореного Прилуцького району Чернігівської області.

## Політика

### Парламентські вибори, 2019
На позачергових парламентських виборах 2019 року у селі функціонувала окрема виборча дільниця № 740638, розташована у приміщенні будинку культури.
Результати
- зареєстровано 364 виборці, явка 54,95%, найбільше голосів віддано за «Слугу народу» — 41,62%, за Всеукраїнське об'єднання «Батьківщина» — 12,69%, за «Опозиційний блок» — 11,17%[11]. В одномандатному окрузі найбільше голосів отримав Борис Приходько (самовисування) — 30,81%, за Сергія Коровченка (самовисування) — 23,74%, за Олега Дмитренка (самовисування) — 16,67%[12].

## Населення

### Мова
Розподіл населення за рідною мовою за даними перепису 2001 року:
| Мова       | Кількість | Відсоток |
| ---------- | --------- | -------- |
| українська | 700       | 98.73%   |
| російська  | 7         | 0.99%    |
| румунська  | 2         | 0.28%    |
| Усього     | 709       | 100%     |

## Освіта і культура
- Удайцівська допоміжна школа-інтернат для дітей-сиріт
- Удайцівська сільська бібліотека-філіал Прилуцької ЦБС. Адреса: 17585 с. Удайці; вул. Шевченка, 30; Прилуцький район. Керівник: Розуменко Тетяна Євгенівна.

Години роботи: 10.00-18.00; вихідний: понед.,вівтор. Всього працівників: 1; Користувачі: жителі сіл Удайці, Полонки; працівники сільського господарства; службовці; пенсіонери; вчителі, учні ЗОШ; безробітні та ін.
Дата заснування: 1911 — пришкільна бібліотека; 1920-ті роки — хата-читальня; 1930-ті роки — Удайцівська приклубна бібліотека; 1946 — Удайцівська сільська бібліотека; 1978 — Удайцівська сільська бібліотека-філіал Прилуцької ЦБС.
Бібліотека надає послуги: -ВСО; -нестаціонарне обслуговування; В тому числі платні послуги: -видача комерційної літератури та періодики.
Історія бібліотеки розпочинається у 1911 році, перші книги були подаровані меценатом-підприємцем Поневіним Ф. І. Їх було 2 чи 3 десятки. Хто був першим бібліотекарем невідомо. До німецько-радянської війни при клубові діяла бібліотека, книги розібрали по домівках, щоб нацисти не попалили їх. Одним з юнаків, що переховував книги, був Лобатенко А. В. У 1946 році робота бібліотеки була відновлена. Першим бібліотекарем у повоєнні роки був Коваленко А. М. На початку 70-х років у селі було збудовано новий будинок культури і при ньому було виділено приміщення під бібліотеку.
Фонд бібліотеки: 10080

## Інтернет-посилання
- Погода в селі Удайці